# Sally Oppenheim-Barnes
Sally Oppenheim-Barnes, baronessa Oppenheim-Barnes z domu Viner (ur. 26 lipca 1928 w Dublinie, zm. 1 stycznia 2025) – brytyjska polityczka Partii Konserwatywnej, minister, deputowana Izby Gmin, członkini Izby Lordów.

## Działalność polityczna
W okresie od 18 czerwca 1970 do 11 czerwca 1987 reprezentowała okręg wyborczy Gloucester w brytyjskiej Izbie Gmin. Od 6 maja 1979 do 4 marca 1982 była też ministrem spraw konsumenckich w pierwszym rządzie Margaret Thatcher. W 1989 została kreowana parem dożywotnim i do przejścia na emeryturę w 2019 zasiadała w Izbie Lordów.